# Municipio Montero
Das Municipio Montero ist ein Verwaltungsbezirk im Departamento Santa Cruz im Tiefland des südamerikanischen Anden-Staates Bolivien.

## Lage im Nahraum
Das Municipio Montero ist eines von fünf Municipios in der Provinz Obispo Santistevan. Es grenzt im Norden an das Municipio General Saavedra, im Westen und Südwesten an die Provinz Sara und im Südosten und Osten an die Provinz Ignacio Warnes. Es erstreckt sich von Westen nach Osten über bis zu 25 Kilometer und von Norden nach Süden über bis zu 20 Kilometer.
Der zentrale Ort des Municipios ist die Stadt Montero mit 107.294 Einwohnern (Volkszählung 2012) im Zentrum des Municipios.

## Geographie
Das Municipio Montero liegt im tropischen Feuchtklima vor dem Ostrand der Anden-Gebirgskette der Cordillera Oriental. Die Region war vor der Kolonisierung von Monsunwald bedeckt, ist heute aber größtenteils Kulturland.
Die mittlere Durchschnittstemperatur der Region liegt bei knapp 25 °C (siehe Klimadiagramm Santa Cruz), die Monatsdurchschnittswerte schwanken zwischen 20 °C im Juli und 28 °C im Dezember. Der Jahresniederschlag beträgt etwa 1300 mm, die Monatsniederschläge sind ergiebig und liegen zwischen 40 mm im August und 200 mm im Januar.

## Bevölkerung
Die Einwohnerzahl des Municipios ist zwischen 1992 und 2024 auf mehr als das Doppelte angestiegen:
| Jahr | Einwohner | Quelle       |
| ---- | --------- | ------------ |
| 1992 | 58.569    | Volkszählung |
| 2001 | 89.341    | Volkszählung |
| 2012 | 109.518   | Volkszählung |
| 2024 | 127.544   | Volkszählung |

Die Bevölkerungsdichte des Municipios bei der letzten Volkszählung von 2024 betrug 455,5 Einwohner/km².
Die Säuglingssterblichkeit war von 5,1 Prozent (1992) auf 4,5 Prozent im Jahr 2001 zurückgegangen, der Alphabetisierungsgrad bei den über 6-Jährigen von 89,2 Prozent (1992) auf 92,9 Prozent angestiegen.
98,0 Prozent der Bevölkerung sprechen Spanisch, 20,3 Prozent sprechen Quechua, 1,1 Prozent Aymara und 0,6 Prozent Guaraní.
11,9 Prozent der Bevölkerung haben keinen Zugang zu Elektrizität, 8,5 Prozent leben ohne sanitäre Einrichtung. (2001)
74,2 Prozent der 16.216 Haushalte besitzen ein Radio, 77,8 Prozent einen Fernseher, 45,2 Prozent ein Fahrrad, 13,2 Prozent ein Motorrad, 17,3 Prozent ein Auto, 49,8 Prozent einen Kühlschrank, und 30,5 Prozent ein Telefon. (2001)

## Politik
Ergebnis der Regionalwahlen (concejales del municipio) vom 4. April 2010:
| Wahl- berechtigte |  | Wahl- beteiligung | gültige Stimmen |  | MAS-IPSP | FA     | ASC    | MSM   |
| ----------------- |  | ----------------- | --------------- |  | -------- | ------ | ------ | ----- |
| 54.606            |  | 46.763            | 39.229          |  | 14.742   | 13.546 | 7.845  | 3.096 |
|                   |  | 85,6 %            | 87,7 %          |  | 37,6 %   | 34,5 % | 20,0 % | 7,9 % |

Ergebnis der Regionalwahlen (elecciones de autoridades políticas) vom 7. März 2021:
| Wahl- berechtigte |  | Wahl- beteiligung | gültige Stimmen |  | CREEMOS | MAS-IPSP | UNIDOS | ASIP   | SOL    | MNR    |
| ----------------- |  | ----------------- | --------------- |  | ------- | -------- | ------ | ------ | ------ | ------ |
| 86.346            |  | 74.204            | 70.248          |  | 36.199  | 31.204   | 998    | 927    | 580    | 340    |
|                   |  | 85,94 %           | 94,67 %         |  | 51,53 % | 44,42 %  | 1,42 % | 1,32 % | 0,83 % | 0,48 % |

## Gliederung
Das Municipio Montero ist nicht weiter in Kantone (cantones) unterteilt, es gliedert sich in die folgenden Unterkantone (vicecantones):
- Montero – 1 Ortschaft – 78.294 Einwohner (2001)
- Comunidad El Torno – 10 Ortschaften – 885 Einwohner
- Comunidad Villa Copacabana – 5 Ortschaften – 266 Einwohner
- Villa Copacabana – 1 Ortschaft – 255 Einwohner
- Comunidad El Cupesi – 3 Ortschaften – 364 Einwohner

## Ortschaften im Municipio Montero
- Montero 107.294 Einw. – Guabirá 1691 Einw.